# Dany Heatley
Daniel James Heatley (Friburgo in Brisgovia, 21 gennaio 1981) è un ex hockeista su ghiaccio canadese con cittadinanza tedesca che ha giocato come attaccante nella National Hockey League.

## Carriera

### Club
Dopo aver trascorso due stagioni nel campionato della NCAA Dany Heatley fu scelto dagli Atlanta Thrashers in seconda posizione assoluta nel Draft del 2000. Concluse la sua stagione da rookie con 26 reti e 41 assist in 82 partite giocate, conquistando il Calder Memorial Trophy riservato ai giocatori esordienti. Dopo aver ottenuto l'anno successivo 89 punti in 77 incontri nel settembre del 2003 si rese responsabile di un incidente automobilistico alla guida di una Ferrari 360 Modena. Nello scontro con un muro morì il passeggero nonché compagno di squadra Dan Snyder. Al termine del processo fu condannato a tre anni con la libertà condizionata, richiedendo inoltre di essere ceduto ad un'altra franchigia. A causa dei postumi dell'incidente disputò solo 31 incontri, raccogliendo comunque 25 punti.
Nella stagione 2004-2005, contraddistinta dal lockout della NHL, Heatley si trasferì nella Lega Nazionale A svizzera con la maglia del SC Bern, con cui disputò 16 partite prima di un infortunio all'occhio. Concluse la stagione nella Superliga in Russia con l'Ak Bars Kazan'.
Di ritorno in Nordamerica fu completato il suo scambio con gli Ottawa Senators in cambio dello slovacco Marián Hossa. Durante le quattro stagioni trascorse ad Ottawa, Heatley stabilì per due volte consecutive nel 2005-2006 e nel 2006-2007 il record di reti segnate in una singola annata, 50, raggiungendo nella stagione 2006-2007 un totale di 105 punti. Ricoprì il ruolo di ala sinistra inserito nella stessa linea di Jason Spezza e Daniel Alfredsson. Al termine della stagione 2005-2006 il terzetto di giocatori fu in grado di mettere a segno 296 punti totali. Nella stagione 2006–07 giunse alla finale della Stanley Cup dove furono sconfitti dagli Anaheim Ducks.
Alla fine della stagione 2008–09, anche a causa di un calo nel rendimento offensivo, Heatley fece richiesta di essere ceduto dai Senators. Nonostante un accordo non ufficiale già raggiunto con gli Edmonton Oilers, Heatley rifiutò l'offerta fino al 12 settembre 2009 quando fu ceduto agli San Jose Sharks in cambio di Milan Michálek, Jonathan Cheechoo e una scelta al secondo giro del draft 2010.
Heatley disputò due stagioni a San Jose, collezionando 168 punti in 194 partite giocate, fino all'estate del 2011 quando fu ceduto ai Minnesota Wild in cambio dell'attaccante ceco Martin Havlát. Nel luglio del 2014 firmò un contratto annuale con gli Anaheim Ducks.

### Nazionale
Dany Heatley esordì nella nazionale U20 nel mondiale del 2000, giocando 7 incontri con 4 punti, mentre l'anno successivo in 7 partite produsse 5 punti, conquistando due medaglie di bronzo.
Nel 2002 fu chiamato invece dalla nazionale maggiore in occasione del mondiale giocato in Svezia. Nel 2003 il Canada vinse l'oro grazie anche ai suoi 10 punti in 9 gare, successo bissato nel 2004 dove conquistò anche i titoli di MVP e miglior capocannoniere. Nello stesso anno vinse la World Cup of Hockey.
Dopo la prima esperienza alle Olimpiadi nel 2006 a Torino, nel 2008 fu assoluto protagonista del mondiale casalingo, e nonostante la sconfitta in finale contro la Russia Heatley riconquistò i titoli di MVP e miglior capocannoniere del torneo con 20 punti totali. In quell'occasione scavalcò Marcel Dionne come miglior marcatore con la maglia del Canada e Steve Yzerman come miglior realizzatore di punti nella storia dei mondiali di hockey. Nel 2010 a Vancouver vinse la sua prima medaglia d'oro olimpica.

## Palmarès

### Nazionale
- Giochi olimpici: 1

Vancouver 2010
- Campionato mondiale di hockey su ghiaccio: 2

Finlandia 2003, Repubblica Ceca 2004
- World Cup of Hockey: 1

Canada 2004

### Individuale
- Calder Memorial Trophy: 1

2001-2002
- NHL First All-Star Team: 1

2006-2007
- NHL Second All-Star Team: 1

2005-2006
- NHL All-Rookie Team: 1

2001-2002
- NHL All-Star Game: 4

2003, 2007, 2008, 2009
- MVP dell'NHL All-Star Game: 1

2003
- Campionato mondiale di hockey su ghiaccio All-Star Team: 3

Finlandia 2003, Repubblica Ceca 2004, Canada 2008
- Miglior attaccante del Campionato mondiale di hockey su ghiaccio: 2

Repubblica Ceca 2004, Canada 2008
- Maggior numero di gol al Campionato mondiale di hockey su ghiaccio: 2

Repubblica Ceca 2004 (8 gol), Canada 2008 (12 gol)
- Capocannoniere del Campionato mondiale di hockey su ghiaccio: 2

Repubblica Ceca 2004 (11 punti), Canada 2008 (20 punti)
- MVP dell'Campionato mondiale di hockey su ghiaccio: 1

Repubblica Ceca 2004, Canada 2008
- NCAA (WCHA) First All-Star Team: 1

1999-2000
- NCAA (WCHA) Rookie of the Year: 1

1999-2000